# Harcerstwo (czasopismo)
Harcerstwo – czasopismo wydawane od 1959 przez Związek Harcerstwa Polskiego (Harcerskie Biuro Wydawnicze), początkowo nosiło podtytuł Pismo instruktorskie Związku Harcerstwa Polskiego. Tytuł nawiązywał do przedwojennego kwartalnika „Harcerstwo” i także wychodziło jako kwartalnik, później miesięcznik (z podtytułem Miesięcznik Związku Harcerstwa Polskiego). W ciągu ok. 40 lat ukazało się ponad 450 numerów.
Czasopismo zajmowało się bieżącymi problemami harcerstwa i ZHP, jego rolą w społeczeństwie, historią harcerstwa (obszerne materiały o historii harcerstwa w różnych regionach Polski), publikowało biografie harcerskie i dokumenty historyczne.
Redaktorami naczelnymi „Harcerstwa” byli m.in. Jan Kinast (1959), Czesław Dejnarowicz (1959-1966), Zygmunt Janik (1966-1971), Olgierd Fietkiewicz (od 1972), Henryk Pytlik. W „Harcerstwie” publikowali m.in.: Stanisław Broniewski, Wiktoria Dewitzowa, Andrzej Glass, Krzysztof Grzebyk, Aleksander Kamiński, Marian Miszczuk, Bogusław Śliwerski, Zofia Zakrzewska.

## Wznowienie
W 2018 roku Muzeum Harcerstwa rozpoczęło wydawanie "Harcerstwa" w formie rocznika naukowego. Tytuł jest nawiązaniem do czasopisma z lat 1959 - 1997, jak również do "Harcerstwa z lat 1934-1939, "Harcerstwa" wydawanego w latach 1946 - 1948. Pierwszym redaktorem był dr. Paweł Weszpiński, zaś od 2024 roku jest dr.  Magdalena Rzepka